# Jobrad

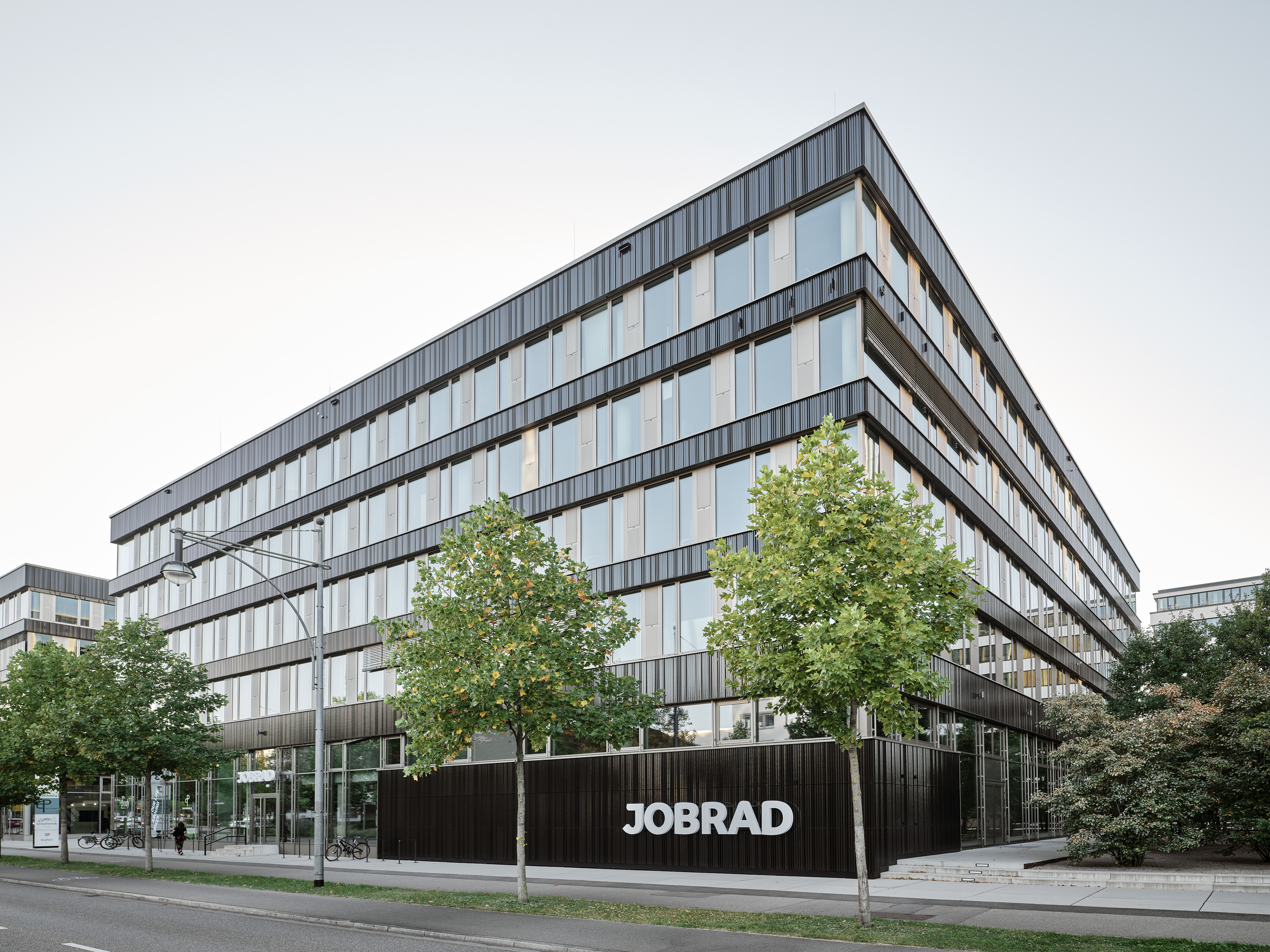
Freiburger Sitz von Jobrad

Die JobRad Holding SE ist ein |deutsches Unternehmen mit Sitz in Freiburg, das Dienstleistungen im Bereich der Radmobilität anbietet. Zu ihr gehören Unternehmen aus den Segmenten Dienstradleasing, Miet- und Gebrauchträder und Informationssysteme für das Personalwesen. Für die Unternehmensgruppe sind 547 Beschäftigte tätig (Stand 2021). 2021 betrug der Jahresumsatz rund 719,1 Millionen Euro. Die Tochtergesellschaft JobRad GmbH organisiert als Mobilitätsdienstleister die Überlassung von steuerlich geförderten Fahrrädern und Pedelecs zwischen Arbeitgebern und Arbeitnehmern.

## Geschichte
JobRad wurde 2008 als LeaseRad GmbH von Ulrich Prediger, gemeinsam mit seiner Frau Sandra Prediger, mit dem Ziel, das Dienstfahrrad als gleichwertige Alternative zum Dienstwagen in Deutschland zu etablieren, gegründet. 2011 wurde die Geschäftsführung des Unternehmens um Holger Tumat erweitert.
Das Dienstrad-Konzept erlangte größere Bekanntheit, nachdem ein Erlass der Länderfinanzbehörden aus dem Jahr 2012 erfolgt war, der das bis dahin ausschließlich für PKW gültige Dienstwagenprivileg auch für Fahrräder und Pedelecs erschloss. Infolgedessen konnten Arbeitnehmer für ihre Fahrräder steuerliche Erleichterungen geltend machen, wenn diese als Diensträder vom Arbeitgeber angeschafft wurden. Die Gründer von JobRad betonten im Vorfeld des Erlasses gemeinsam mit verschiedenen Mobilitätsverbänden die Notwendigkeit dieser Gleichstellung. In der Folge war JobRad einer der ersten Dienstleister in diesem neu geschaffenen Markt.
2019 wurde die LeaseRad GmbH zur JobRad GmbH umfirmiert. Diese GmbH ist wie die 2019 gegründete Leasinggesellschaft JobRad Leasing GmbH eine hundertprozentige Tochter der Holding. 2021 bezog die Gruppe im JobRad-Campus einen neuen Hauptsitz in der Nähe des Freiburger Hauptbahnhofs. Im selben Jahr wurde eine Tochtergesellschaft in Österreich gegründet.
2022 übernahm die Freiburger Gruppe die Mehrheit an der Lofino GmbH, einem Berliner Start-up für digitalisierte Dienstleistungen zur Personalentwicklung, Mitarbeitermotivation sowie zu Abrechnungs- und Verwaltungsprozessen. Im selben Jahr wurden 300.000 JobRäder verleast, was das Unternehmen zum führenden Anbieter in diesem Segment machte. Außerdem wurde JobRad in dem Jahr Mobilitätspartner des Fußballerstligisten SC Freiburg. Ebenfalls 2022 wurde aus der JobRad Holding GmbH – der damaligen Muttergesellschaft – eine Aktiengesellschaft nach deutschem Recht.
Ein Jahr später wurde bekannt, dass JobRad ab der Saison 2023/2024 als Haupt- und Trikotsponsor des SC Freiburg auftritt. Im selben Jahr stieg die JobRad Holding beim Fahrrad-Abo-Anbieter Mylo ein. Zudem wurde in dem Jahr der Umwandlungsprozess der Holding fortgeführt und die Überführung in eine Europäische Gesellschaft (SE) abgeschlossen.
Die Unternehmensgruppe erhielt für ihre Geschäftsidee und ihren Umwelteinsatz einige regionale als auch überregionale Auszeichnungen. Unter anderem erhielt JobRad 2009 den vom Verkehrsclubs Österreich gemeinsam mit dem österreichischen Klimaschutzministerium und den ÖBB vergebenen Mobilitätspreis, sowie 2022 den von EY und dem Manager Magazin vergebenen Entrepreneur Of The Year.

## Unternehmensstruktur
Die JobRad Holding SE (vormals JobRad Holding AG) ist die Muttergesellschaft der JobRad-Unternehmensgruppe. Zur Gruppe gehören die JobRad GmbH und die JobRad Leasing GmbH sowie die JobRad Österreich GmbH. Zudem hält die Holding Anteile in Höhe von 49,00 % an der bravobike GmbH. Die Gruppe ist Inhaberin der Marke JobRad. Holger Tumat ist Vorstandsvorsitzender der Holding, Aufsichtsratsvorsitzende dieser ist Barbara Mayer. Ulrich Prediger ist stellvertretender Vorsitzender des Aufsichtsrates. Die Geschäftsführung der operativen Tätigkeiten wird unter anderem von Andrea Kurz, Florian Baur und Matthias Wegner bei der JobRad GmbH und von Stefan Rosengarten und Alexander Wiedenbach bei der JobRad Leasing GmbH wahrgenommen. 2021 waren 547 Beschäftigte für die Unternehmensgruppe tätig und es wurde ein Jahresumsatz von rund 719,1 Millionen Euro erzielt.

## Geschäftstätigkeiten
Die Unternehmensgruppe bietet mit der Marke JobRad Dienstleistungen im Hinblick auf die Abwicklung von Leasing und Überlassung von Dienstfahrrädern und E-Bikes an. Hierbei tritt JobRad selbst als Leasinggeber auf, arbeitet aber auch mit externen Leasingpartnern zusammen. In Deutschland kooperiert JobRad mit der MLF Mercator Leasing. Arbeitnehmer suchen sich ihr Fahrrad beim Fachhändler oder online aus. Der Arbeitgeber least das Dienstrad und überlässt es den Mitarbeitern zur beruflichen und privaten Nutzung. Bezieht der Mitarbeiter das Fahrrad oder E-Bike per Entgeltumwandlung, kann er eine steuerliche Förderung geltend machen. Ein zweites Radleasingmodell wird für Selbständige angeboten. Kleine Firmen zählen ebenso zu den Kunden wie große DAX-Konzerne. Alle Fahrräder werden über eine JobRad-Vollkaskoversicherung über die assona GmbH abgesichert.

### Kritik
Anfang 2023 geriet JobRad in die Kritik, als das Unternehmen sein Preismodell anpasste. Bisher hatte JobRad sieben Prozent Provision erhalten, allerdings mit einem Limit von maximal 200 Euro pro Fahrrad. Durch die Anpassung sank der Prozentsatz, den JobRad erhält, von sieben auf vier bis sechs Prozent, je nach Umsatzvolumen des Händlers. Jedoch entfiel die Deckelung der Provision auf maximal 200 Euro. Branchenverbände kritisieren, dass JobRad somit vor allem von umsatzstarken Fahrradhändlern mehr Geld als zuvor erhält.